# Wundanyi
Wundanyi è un centro abitato del Kenya situato nella contea di Taita-Taveta.